# Матрона Хиоска
Света Матрона Хиоска (звана и „Света Матрона Хиополис“) је хришћанска светитељка.
Рођена је у 14. веку у селу Волисос на острву Хиос, у Грчкој. Ово је исто село у коме је 1462. године страдала Света Маркела. 
Православна црква слави њен спомен 20. октобра, а налазак њене главе 15. јула.

## Живот
Света Матрона је рођена у селу Волисос на острву Хиос, и на рођењу добила име Марија. Њени родитељи, Леон и Ана, били су веома поштовани и добростојећи хришћани. Била је најмлађа од седморо деце. Од младости је показивала интересовање за монаштво. Када је дошло време да родитељи уговоре њен брак, она је одбила јер је желела да остане невина. Да би избегла овај брак, напустила је Волисос и отишла у област која гледа на село, звану Катавасис, где је постојао женски манастир. Њени родитељи су је свуда тражили. Након што су је лоцирали, убедили су је да се врати кући. Марија је испоштовала жеље својих родитеља, осим једне — одбила је да се уда. Њени родитељи, видевши да она и даље жели да води монашки живот, дали су јој сагласност да следи своју амбицију.
Када су јој родитељи умрли, она је велики део свог наследства дала сиромашнима, а остатак је потрошила на градњу манастира у четврти Палајокастро у граду Хиосу. Примајући монашки чин Марија је променила име у Матрона.
Матрона је надмашила остале монахиње по својој привржености, духовности и разумевању. Њена искреност је убедила и друге девојке да дођу у овај манастир и воде исти начин живота. Сама црква је била мала, па се игуманија сложила са Матрониним планом да се она увећа и да се саграде келије за монахиње. Преостало пољопривредно земљиште и личне ствари Матрона је продала, а од новца добијеног од ове продаје манастир је изградио јавно купатило како би се окупали сиротиња и путници. Ова купатила су била веома честа у то време. Након овога почела је обнова цркве. Када је црква завршена (уз помоћ Светог Артемија, коме је и посвећена), умрла је игуманија манастира. Монахиње су тада изабрале Матрону за нову игуманију. Матрона је била поштована широм Хиоса због свог врлинског живота и светости. Она је показивала милосрђе према сиромасима, и могла је да исцељује болесне.
После ових догађаја, света Матрона је сањала своју смрт. Боловала је седам дана. За седам дана саветовала је друге монахиње као што би мајка саветовала своју децу. Умрла је негде пре 1455. године. Сахрањена је у манастирској цркви, у којој је провела већи део свог живота у част ове велике светице. Многи људи са разним невољама долазили су у цркву и излечили се.
У селу Катавасису подигнута је црква у част месту где је Света Матрона први пут започела свој духовни подвиг. Касније је подигнута већа црква, а мања је коришћена као гробљанска капела.

## Манастир Свете Матроне
Свети манастир Свете Матроне подигао је племић Роидис 1470. године код села Меса Дидима. Првобитно је намеравао да изгради летњу вилу; међутим, у сну му се јави света Матрона и упути га да уместо ње подигне манастир. Његове сестре су биле прве две монахиње које су ушле у манастир. Игуман манастира за време турске окупације био је свети Никифор Хиоски. Никифор је написао 24 химне Свете Матроне. Данас у манастиру живе четири монахиње. Манастир сваке године 20. октобра прославља славу.